# 234 (szám)
A 234 (kétszázharmincnégy) a 233 és 235 között található természetes szám.

## A matematikában
- Harshad-szám